# Magirus GmbH

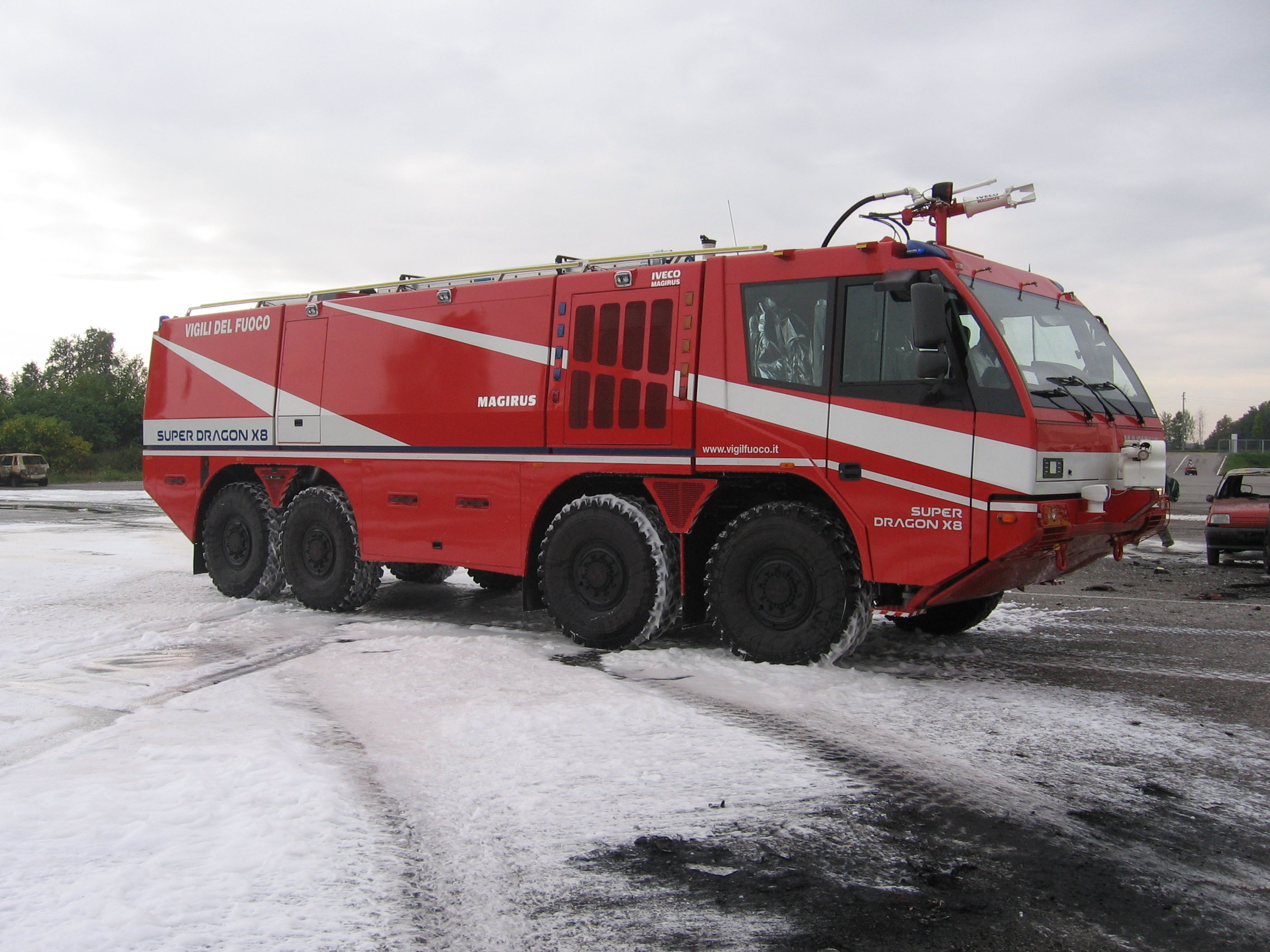
Veicolo antincendio aeroportuale SuperDragon 2 8x8

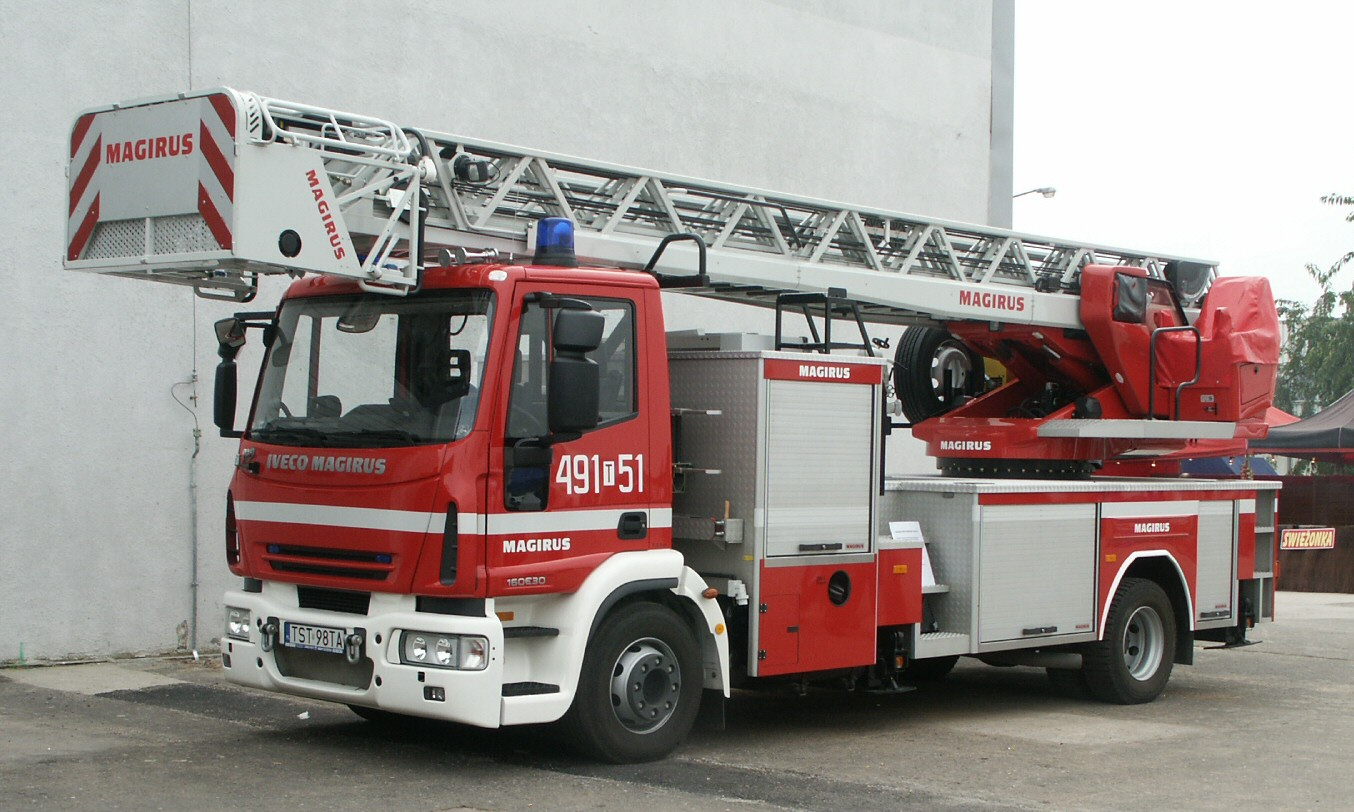
Autoscala Iveco Magirus

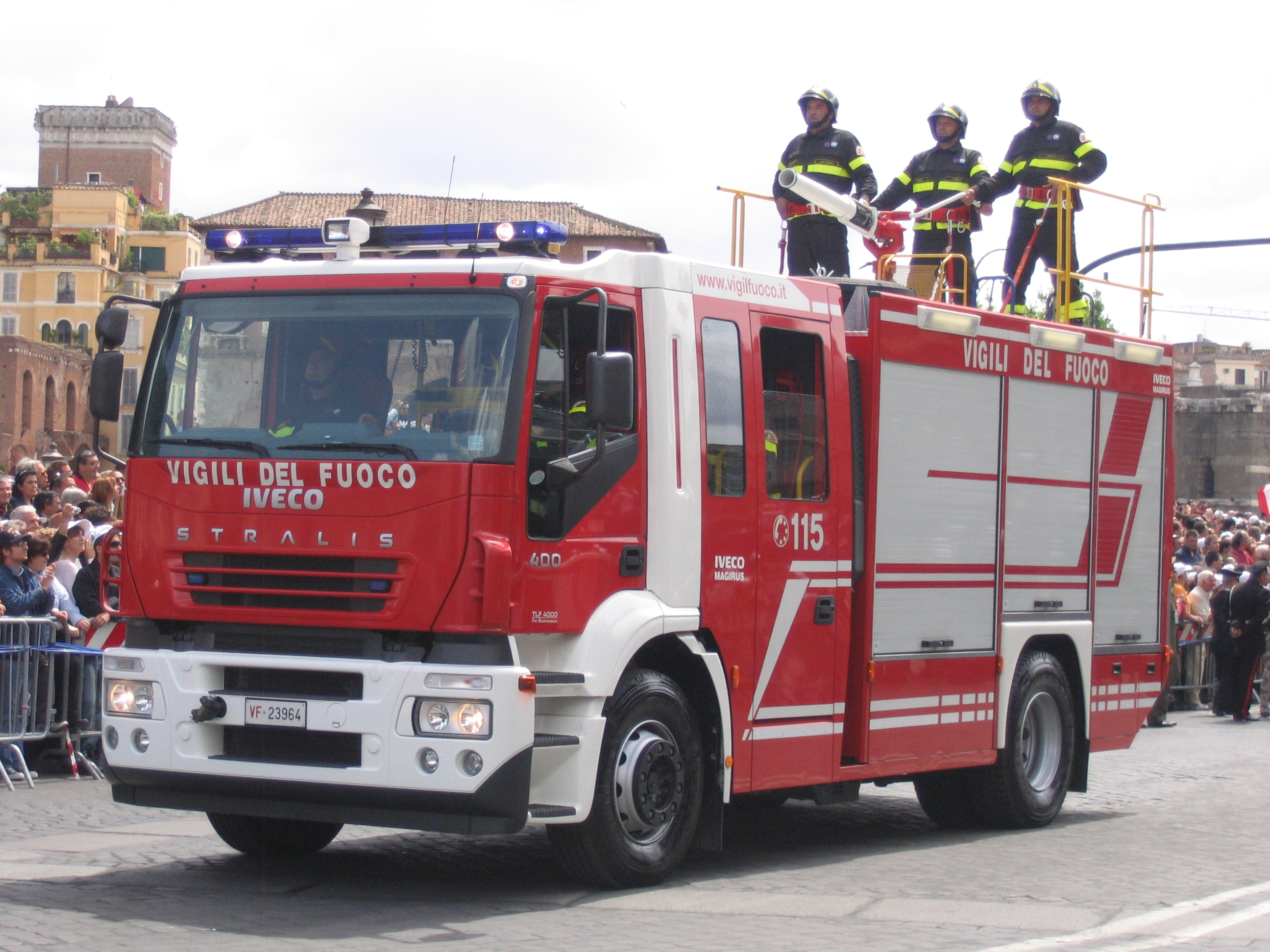
Autopompa Iveco Magirus

Magirus GmbH è un costruttore tedesco di veicoli antincendio. Dal 3 gennaio 2025 la proprietà della società è del fondo tedesco Mutares.

## Storia
La Iveco Magirus Brandschutztechnik GmbH ha origine dal costruttore tedesco Magirus, fondata nel 1865 da Conrad Dietrich Magirus e nel 1936 divenuta parte del gruppo Humboldt-Deutz (oggi Deutz AG). Deutz continuò a produrre mezzi antincendio sotto il marchio Magirus-Deutz. Nel 1974 viene fondata da Deutz la Magirus-Deutz AG, che di li a poco verrà inglobata, nel 1975, nella neonata società italiana Iveco.
Dal 1º gennaio 1975 la Magirus-Deutz AG diventa 100% Iveco AG, con il controllo al 80% di Fiat. Il rimanente 20% fu di Deutz fino al 1980, e poi ceduto a Fiat. Nel 1983 la Magirus-Deutz AG divenne Iveco Magirus AG. La parte mezzi antincendio venne ricreata nel 1996 come Iveco Magirus Brandschutztechnik GmbH. Nel 2012 viene deciso di chiudere le fabbriche di Weisweil, Görlitz, Chambéry e Kainbach bei Graz (Lohr), per creare un centro unico a Ulma, sede della casa madre.
Nel 1995 viene creata la società italo-francese Iveco Eurofire nata dall'unione delle attività di veicoli antincendio Iveco (85%) e Renault Véhicules Industriels (15%), quest'ultima rappresentata dalla CAMIVA.
Nel 1997 Iveco Magirus Brandschutztechnik acquisì il costruttore austriaco Lohr di Kainbach bei Graz. Alla fine del 2012 la fabbrica aveva 130 dipendenti, e un fatturato di 36 milioni di Euro. Contrariamente al piano originale la struttura non solo non venne chiusa ma anche rafforzata. La società da marzo 2013 si chiama Iveco Magirus Lohr.
Dopo tre generazioni della famiglia Lohr, Franz Lohr lascia l'azienda e dà il controllo a Iveco-Magirus, nel 2012 e dal 2013 lavora per la francese Gimaex con un sito produttivo a Graz.

Dal dicembre 2013 Iveco Magirus Brandschutztechnik GmbH diventa Magirus GmbH.
Il 13 marzo 2024 viene reso pubblico da Iveco Group che l'azienda viene ceduta al fondo tedesco Mutares; la società diventerà indipendente dal 2025.

## Prodotti
Magirus GmbH allestisce veicoli antincendio basati sui veicoli Iveco e di altre marche come Mercedes-Benz. La produzione avviene in due siti principali 
- Magirus (a Ulma in Germania e Brescia in Italia).

Anche una collaborazione con Klaas Alu-Kranbau di Ascheberg (Westf.) per la Multistar 2 viene siglata. Una parte della scala viene prodotta a Ascheberg (Westf.) da Klaas. Qui viene prodotta la scala telescopica. Il montaggio finale avviene a Ulma da Iveco Magirus.
Fino al 2005 appartenevano al gruppo anche i marchi Iveco Mezzi Speciali e Eurofire di Iveco; ora tutti in Magirus.
Magirus produce autopompe e autoscale. Nelle autoscale è leader mondiale dal 2010 con la scala più alta mai prodotta, 58m da terra.

## Onorificenze
La Magirus GmbH nel 2014 ha ricevuto il GWA Profi per la campagna "Serving Heroes. Since 1864."

## Critiche
Nel 2011 viene inflitta una multa di 17,5 mln di euro a Iveco Magirus Brandschutztechnik GmbH per aver fatto cartello nel settore delle autoscale assieme a Rosenbauer, Schlingmann GmbH & Co. KG e Albert Ziegler GmbH & Co. KG dal 2001 per un totale di 20,5 mln di euro da pagare.
Nel marzo 2012 viene anche multata per le autopompe per altri 30 milioni di euro.